# Oberbonbruck
Oberbonbruck ist ein Gemeindeteil der Gemeinde Buchbach im oberbayerischen Landkreis Mühldorf am Inn.

## Lage
Das Dorf Oberbonbruck liegt zwei Kilometer östlich von Buchbach auf der Gemarkung Felizenzell am Bonbrucker Bächlein.

## Archäologie
Auf Oberbonbrucker Boden wurde 1953 auf dem Grund des Bauernanwesens der Familie Sammer ein Steinbeil aus der Jungsteinzeit (um 2000 v. Chr.) geborgen. Der Archäologe Friedrich Wagner bekam den Fund zur Identifizierung vorgelegt.

## Name
Der Name deutet wohl auf eine keltische Besiedlung hin. Obwohl das keltische Wort bon für ‚Grund und Boden‘ steht, ist es – der Hypothese eines Heimatforschers zufolge – wahrscheinlicher, dass es sich  um ein Banngebiet gehandelt habe, das nicht betreten werden sollte. In mehreren Fällen lagen solche Banngebiete in der Nähe keltischer Anlagen, in diesem Falle ist es ein nur 800 Meter südöstlich gelegener, denkmalgeschützter Grabhügel. An anderen Orten leitet sich die Vorsilbe Bon- vom althochdeutschen „boum“, „bon“ oder „bom“ ab, was so viel wie ‚Baum‘ heißt und auf eine Rodungsfläche schließen lässt. Im deutschen Wörterbuch von Jacob und Wilhelm Grimm bezeichnet Bann unter anderem den gehegten Umfang eines Forstes oder Waldes, zuweilen nur den jungen Forst, welcher geschont, in welchen weder geschritten noch getrieben werden soll.

## Denkmalschutz

Oberbonbruck 6

Das Bauernhaus Oberbonbruck 6 ist ein zweigeschossiger Bau mit einseitig heruntergezogenem Satteldach und Traufschrot mit Bemalungen vom Anfang des 19. Jahrhunderts. Es ist in der Liste der Baudenkmäler in Buchbach aufgeführt.
Im nahegelegenen Wäldchen 300 Meter südlich von Spagelsöd und 230 Meter nordöstlich von Besenbuchbach liegt ein Grabhügel aus vorgeschichtlicher Zeit. Er ist in der Liste der Bodendenkmäler in Buchbach aufgeführt.

## Bevölkerungsentwicklung
Um 1871 gab es in Oberbonbruck 35 Einwohner. Im Mai 1987 lebten dort 90 Einwohner in 23 Wohngebäuden, die in 27 Wohnungen aufgeteilt waren.
| Jahr      | 1871 | 1925 | 1950 | 1970 | 1987 |
| Einwohner | 35   | 55   | 75   | 83   | 90   |